# Briefmarken-Jahrgang 1957 der Deutschen Post der DDR
Der Briefmarken-Jahrgang 1957 der Deutschen Post der Deutschen Demokratischen Republik umfasst mit 41 Sondermarken nur geringfügig weniger Werte als 1956, als 48 Werte an die Schalter gebracht wurden.
Weiter verausgabte die DDR-Post 18 Dauermarken, wovon 7 Werte mit Nominalen bis 5 DM speziell als Flugpostmarken vorgesehen waren, die jedoch auch ohne Einschränkung für normale Frankaturzwecke verwendet werden konnten.
Im September wurde noch das zweite Markenheft der DDR-Post zu 2,- DM emittiert. Es enthielt drei Heftchenblätter mit insgesamt 6 Werten zu 5 Pf., 7 zu 10 Pf. und 5 zu 20 Pf. der 5-Jahrplan-Dauerserie. Die Neuausgabe der Dauermarken und des Markenheftchens mit den 5-Jahrplan-Motiven war dem von der Wertpapierdruckerei verwendeten neuen Wasserzeichenpapier geschuldet.
Insgesamt wurden 48 Motive ausgegeben. Für 5 Sondermarken musste ein Zuschlag zwischen 5 und 20 Pfennigen bezahlt werden.
Seit 1955 wurden bei den meisten Sonderbriefmarkensätzen in der Regel ein Wert sowie fast alle Blocks und die ab 1962 erschienenen Kleinbogenausgaben in deutlich reduzierter Auflage gedruckt. Diese sogenannten Werte in geringer Auflage waren, abgesehen von einer in der Regel auf zwei Stück pro Postkunde begrenzten Abgabe am ersten Ausgabetag und am ersten Tag nach Ablauf der Abholfrist, nur mit einem Sammlerausweis an den Postschaltern oder über einen zu beantragenden Direktbezug bei der Versandstelle der Deutschen Post in Berlin erhältlich. In diesem Markenjahr betrug die Auflagenhöhe dieser Werte 1 100 000 Stück.
Ab diesem Jahrgang wurde durchgängig Papier mit dem Wasserzeichen Nr. 3 (DDR um Kreuzblume) verwendet.
Die Gültigkeit der Emissionen endete zumeist am 31. März 1959; nur die Ausgabe für die ermordeten Widerstandskämpfer hatte ein Jahr länger Frankaturkraft. Für die 5-Jahrplan-Dauermarken endete die postalische Verwendung, ausgenommen der Wert zu 20 Pf (31. Mai 1962), erst am 31. Dezember 1962.  Die 7 Flugpostmarken konnten dagegen bis zum 2. Oktober 1990, dem Ende der DDR und ihrer Post, verwendet werden.

## Besonderheiten
Fortsetzung fanden in diesem Markenjahr die Ausgabenreihen zu den Leipziger Messen (je zwei Werte), zur Friedensfahrt und zu den aus der UdSSR zurückgeführten Gemälde der Dresdner Gemäldegalerie. Auch der Aufbau von KZ-Gedenkstätten wurde mit zwei Werten zum Frauen-KZ Ravensbrück und erstmals drei Werten zu in der Zeit des NS-Zeit ermordeten Widerstandskämpfern erneut gewürdigt. Letztere Ausgabe vereint mit Ernst Thälmann, Rudolf Breitscheid und Paul Schneider symbolisch die unterschiedlichen politischen Lager des Widerstandes; ausgeschlossen blieb hier aber, und dies für längere Zeit in der Emissionspolitik der DDR-Post, das bürgerliche Lager. Politische Themen wurden ansonsten sparsam behandelt. Hier gab es lediglich einen Wert zum IV. Weltgewerkschaftskongreß und zwei Werte zum 40. Jahrestag der Oktoberrevolution.
Auffallend viele Jubiläen von Persönlichkeiten bzw. deren Ableben fanden eine Berücksichtigung im Markenbild. So gedachte man u. a. der Geburtstage von Friedrich Fröbel, Heinrich Hertz und Clara Zetkin sowie der ersten Todestage von Bertolt Brecht, Günter Ramin und Hermann Abendroth. Dabei griff der am 7. Juni an die Schalter gelangte Satz „Berühmte Persönlichkeiten“, mit der neben Hertz auch Joachim Jungius und Leonhard Euler gewürdigt wurden, obwohl von einem anderen Entwerfer stammend, nochmals die Motivgestaltung der Ausgabe „250 Jahre Akademie der Wissenschaften“ von 1950 auf. Ausgaben zum Naturschutz, dem Welttag des Roten Kreuzes und dem Internationalen Geophysikalischen Jahr rundeten das Markenjahr ab.

## Liste der Ausgaben und Motive
Legende
- Bild: Eine bearbeitete Abbildung der genannten Marke. Das Verhältnis der Größe der Briefmarken zueinander ist in diesem Artikel annähernd maßstabsgerecht dargestellt. Sollten keine Marken abgebildet sein, liegt es daran, dass das Urheberrecht des Künstlers noch nicht erloschen ist.
- Beschreibung: Eine Kurzbeschreibung des Motivs und/oder des Ausgabegrundes. Bei ausgegebenen Serien oder Blocks werden die zusammengehörigen Beschreibungen mit einer Markierung versehen eingerückt.
- Wert: Der Frankaturwert der einzelnen Marke in Pfennig. Ein „+“ bedeutet, dass es sich um eine Zuschlagsmarke handelt (= Frankaturwert + Spende).
- Ausgabedatum: Das Datum des erstmaligen Verkaufs dieser Briefmarke.
- Gültig bis: Das Datum, an dem die Gültigkeit endete.
- Auflage: Soweit bekannt, wird hier die zum Verkauf angebotene Anzahl dieser Ausgabe angegeben.
- Entwurf: Soweit bekannt, wird hier angegeben, von wem der Entwurf dieser Marke stammt.
- Mi.-Nr.: Diese Briefmarke wird im Michel-Katalog unter der entsprechenden Nummer gelistet.

| Sondermarken | |       |                       |                   |            |                              |         |
| Bild         | Beschreibung | Wert  | Ausgabe- datum (1957) | Gültig bis        | Auflage    | Entwurf                      | Mi.-Nr. |
|              | Leipziger Frühjahrsmesse 1957 - 10.000-t-Motorfrachtschiff | 20    | 1. März               | 31. März 1959     | 5.000.000  | Axel Bengs, Rudolf Skribelka | 559     |
|              | - Elektrolokomotive (PKP-Baureihe E05) | 25    | 1. März               | 31. März 1959     | 4.000.000  | Axel Bengs, Rudolf Skribelka | 560     |
|              | Naturschutzwoche im April 1957 - Silberdistel (Carlina acaulis) | 5     | 12. April             | 31. März 1959     | 1.100.000  | Engelbert Schoner            | 561     |
|              | - Smaragdeidechse (Lacerta viridis) | 10    | 12. April             | 31. März 1959     | 4.000.000  | Engelbert Schoner            | 562     |
|              | - Marien-Frauenschuh (Cypripedium calceolus) | 20    | 12. April             | 31. März 1959     | 4.000.000  | Engelbert Schoner            | 563     |
|              | 175. Geburtstag von Friedrich Fröbel - Spielende Kinder im Fröbelschen Garten | 10    | 18. April             | 31. März 1959     | 1.100.000  | Axel Bengs                   | 564     |
|              | - Pädagoge Friedrich Fröbel vor spielenden Kindern | 20    | 18. April             | 31. März 1959     | 5.000.000  | Axel Bengs                   | 565     |
|              | Aufbau Nationaler Gedenkstätten - Ansicht des Mahnmals der KZ-Gedenkstätte Ravensbrück mit der Skulptur „Tragende“ von Will Lammert | 5+5   | 25. April             | 31. März 1959     | 1.500.000  | Rudolf Skribelka             | 566     |
|              | - Ansicht des Mahnmals der KZ-Gedenkstätte Ravensbrück aus der Luft mit Blick zum Schwedtsee | 20+10 | 25. April             | 31. März 1959     | 1.500.000  | Rudolf Skribelka             | 567     |
|              | X. Internationale Radfernfahrt für den Frieden Prag–Berlin–Warschau Auf der Darstellung wurde die dritte Etappe vergessen. Streckenskizze mit Wahrzeichen der Landeshauptstädte (Karlsbrücke, Rotes Rathaus, Kulturpalast)                                   | 5     | 30. April             | 31. März 1959     | 9.000.000  | Bruno Petersen               | 568     |
|              | Kohlebergbau - Schaufelradbagger | 10    | 3. Mai                | 31. März 1959     | 5.000.000  | Gerhard Heiß                 | 569     |
|              | - Förderbrücke im Tagebau | 20    | 3. Mai                | 31. März 1959     | 5.000.000  | Gerhard Heiß                 | 570     |
|              | - Bergmann vor Ort | 25    | 3. Mai                | 31. März 1959     | 1.100.000  | Gerhard Heiß                 | 571     |
|              | Welttag des Roten Kreuzes - Henry Dunant, Mitbegründers des Roten Kreuzes, vor einer stilisierten Erdkugel | 10    | 7. Mai                | 31. März 1959     | 5.000.000  | Hajo Rose und Harry Prieß    | 572     |
|              | - Henry Dunant im Alter vor einer stilisierten Erdkugel | 25    | 7. Mai                | 31. März 1959     | 4.000.000  | Hajo Rose und Harry Prieß    | 573     |
|              | Berühmte Naturwissenschaftler - Arzt Joachim Jungius im farbigen Oval | 5     | 7. Juni               | 31. März 1959     | 1.100.000  | Hanns Zethmeyer              | 574     |
|              | - Mathematiker Leonhard Euler im farbigen Oval | 10    | 7. Juni               | 31. März 1959     | 5.000.000  | Hanns Zethmeyer              | 575     |
|              | - Physiker Heinrich Hertz im farbigen Oval | 20    | 7. Juni               | 31. März 1959     | 5.000.000  | Hanns Zethmeyer              | 576     |
|              | Von der UdSSR zurückgeführte Gemälde der Dresdner Gemäldegalerie (II) - „Heilige Familie mit der heiligen Elisabeth und Joseph“ von Andrea Mantegna | 5     | 26. Juni              | 31. März 1959     | 6.000.000  | Erich Gruner                 | 586     |
|              | - „Die Tänzerin Barbarina Campanini“ von Rosalba Carriera | 10    | 26. Juni              | 31. März 1959     | 6.000.000  | Erich Gruner                 | 587     |
|              | - „Bildnis des Sieur de Morette“ von Hans Holbein dem Jüngeren | 15    | 26. Juni              | 31. März 1959     | 6.000.000  | Erich Gruner                 | 588     |
|              | - „Der Zinsgroschen“ von Tizian | 20    | 26. Juni              | 31. März 1959     | 6.000.000  | Erich Gruner                 | 589     |
|              | - „Saskia mit der roten Blume“ von Rembrandt | 25    | 26. Juni              | 31. März 1959     | 6.000.000  | Erich Gruner                 | 590     |
|              | - „Ein junger Fahnenträger“ von Giovanni Battista Piazzetta | 40    | 26. Juni              | 31. März 1959     | 1.100.000  | Erich Gruner                 | 591     |
|              | 100. Geburtstag von Clara Zetkin Porträt der KPD-Politikerin Clara Zetkin neben einer roten Nelke | 10    | 5. Juli               | 31. März 1959     | 5.000.000  | Rudolf Skribelka             | 592     |
|              | 1. Todestag von Bertolt Brecht - Porträt des Dramatikers und Dichters Bertolt Brecht | 10    | 14. August            | 31. März 1959     | 5.000.000  | Ingeborg Friebel             | 593     |
|              | - Porträt des Dramatikers und Dichters Bertolt Brecht | 25    | 14. August            | 31. März 1959     | 3.000.000  | Ingeborg Friebel             | 594     |
|              | IV. Weltgewerkschaftskongress, Leipzig Emblem des IV. Weltgewerkschaftskongresses (zwei stilisierte Erdhalbkugeln mit Spruchband) | 20    | 23. August            | 31. März 1959     | 5.000.000  | Peterpaul Weiß               | 595     |
|              | Leipziger Herbstmesse 1957 - Mustermesse-Symbol „MM“ über Jahreszahl 1957 | 20    | 23. August            | 31. März 1959     | 5.000.000  | Rudolf Skribelka             | 596     |
|              | - Mustermesse-Symbol „MM“ über Jahreszahl 1957 | 25    | 23. August            | 31. März 1959     | 4.000.000  | Rudolf Skribelka             | 597     |
|              | Sparwochen - Sparbuch mit Schriftband | 10    | 10. Oktober           | 31. März 1959     | 5.000.000  | Herbert Grohmann             | 598     |
|              | - Sparbuch mit Schriftband | 20    | 10. Oktober           | 31. März 1959     | 1.100.000  | Herbert Grohmann             | 599     |
|              | Tag der Briefmarke 1957 - Postreiter um 1563 | 5     | 25. Oktober           | 31. März 1959     | 6.000.000  | Axel Bengs                   | 600     |
|              | 40. Jahrestag der Oktoberrevolution - Gewehrhaltender Arm vor dem Sturm auf das Winterpalais | 10    | 7. November           | 31. März 1959     | 5.000.000  | John Heartfield              | 601     |
|              | - Gewehrhaltender Arm vor dem Sturm auf das dem Winterpalais | 25    | 7. November           | 31. März 1959     | 3.500.000  | John Heartfield              | 602     |
|              | Internationales Geophysikalisches Jahr 1957-1958 Erdsatellit Sputnik 1 4.X.1957 vor der Erde und dem Mond | 10    | 7. November           | 31. März 1959     | 8.000.000  | Ernst Vogenauer              | 603     |
|              | 1. Todestag von Günther Ramin und Hermann Abendroth - Porträt des Organisten und Thomaskantors Günther Ramins | 10    | 22. November          | 31. März 1959     | 1.000.000  | Peterpaul Weiß               | 604     |
|              | - Porträt des Dirigenten Hermann Abendroth | 20    | 22. November          | 31. März 1959     | 5.000.000  | Peterpaul Weiß               | 605     |
|              | Aufbau Nationaler Gedenkstätten. In Buchenwald ermordete Antifaschisten Diese und die folgenden zwei Marken wurden 1958 auch gemeinsam in einem geschnittenen Briefmarkenblock ausgegeben (Mi.-Nr. 606 B–608 B). - Porträt des KPD-Politikers Ernst Thälmann | 20+10 | 3. Dezember           | 31. März 1959     | 2.000.000  | Axel Bengs, Rudolf Skribelka | 606 A   |
|              | - Porträt des SPD-Politikers Rudolf Breitscheid | 25+15 | 3. Dezember           | 31. März 1959     | 2.000.000  | Axel Bengs, Rudolf Skribelka | 607 A   |
|              | - Porträt des evangelischen Theologen Paul Schneider | 40+20 | 3. Dezember           | 31. März 1959     | 2.000.000  | Axel Bengs, Rudolf Skribelka | 608 A   |
| Dauermarken  | |       |                       |                   |            |                              |         |
| Bild         | Beschreibung | Wert  | Ausgabe- datum (1957) | Gültig bis        | Auflage    | Entwurf                      | Mi.-Nr. |
|              | Dauermarkenserie: Fünfjahrplan (V), Druck: VEB Deutsche Wertpapierdruckerei (DWD), Wasserzeichen Nr. 3 (DDR um Kreuzblume), Zähnung: K 13:12 1/2 - Frau am Schaltrad                                                                                         | 5     | März                  | 31. Dezember 1962 | unbekannt  | Erich Gruner                 | 577 A   |
|              | - Bauer und Arbeiter tauschen Erfahrungen aus | 10    | Januar                | 31. Dezember 1962 | unbekannt  | Erich Gruner                 | 578 A   |
|              | - Stahlschmelzer, Hüttenwerk | 15    | Januar                | 31. Dezember 1962 | unbekannt  | Erich Gruner                 | 579 A   |
|              | - Berlin, Stalinallee | 20    | Mai                   | 31. Mai 1962      | unbekannt  | Erich Gruner                 | 580 A   |
|              | - Bau der Dampflokomotive BR 52 | 25    | Januar                | 31. Dezember 1962 | unbekannt  | Erich Gruner                 | 581     |
|              | - Volkstanz | 30    | Januar                | 31. Dezember 1962 | unbekannt  | Erich Gruner                 | 582 A   |
|              | - Dresden, Zwinger | 40    | Januar                | 31. Dezember 1962 | unbekannt  | Erich Gruner                 | 583 A   |
|              | - Hochseeschiff auf Stapel bei der Schiffstaufe | 50    | Mai                   | 31. Dezember 1962 | unbekannt  | Erich Gruner                 | 584 A   |
|              | - Familie vor dem Hochhaus an der Weberwiese (Berlin) | 70    | Januar                | 31. Dezember 1962 | unbekannt  | Erich Gruner                 | 585 A   |
|              | Dauermarkenserie: Flugpostmarken (I), Druck: VEB Deutsche Wertpapierdruckerei (DWD) - Stilisiertes Strahlflugzeug nach links (Draufsicht) in farbigem Rahmen                                                                                                 | 5     | 13. Dezember          | 2. Oktober 1990   | unbekannt  | Ernst Vogenauer              | 609     |
|              | - Stilisiertes Strahlflugzeug nach links (Draufsicht) in farbigem Rahmen | 20    | 13. Dezember          | 2. Oktober 1990   | unbekannt  | Ernst Vogenauer              | 610     |
|              | - Stilisiertes Strahlflugzeug nach links (Draufsicht) in farbigem Rahmen | 35    | 13. Dezember          | 2. Oktober 1990   | 18.000.000 | Ernst Vogenauer              | 611     |
|              | - Stilisiertes Strahlflugzeug nach links (Draufsicht) in farbigem Rahmen | 50    | 13. Dezember          | 2. Oktober 1990   | unbekannt  | Ernst Vogenauer              | 612     |
|              | - Stilisiertes Strahlflugzeug nach links (Draufsicht) ohne farbigen Rahmen | 1 DM  | 13. Dezember          | 2. Oktober 1990   | unbekannt  | Ernst Vogenauer              | 613     |
|              | - Stilisiertes Strahlflugzeug nach links (Draufsicht) ohne farbigen Rahmen | 3 DM  | 13. Dezember          | 2. Oktober 1990   | 4.500.000  | Ernst Vogenauer              | 614     |
|              | - Stilisiertes Strahlflugzeug nach links (Draufsicht) ohne farbigen Rahmen | 5 DM  | 13. Dezember          | 2. Oktober 1990   | 4.500.000  | Ernst Vogenauer              | 615     |
|              | Dauermarkenserie: Präsident Wilhelm Pieck (IV), Druck: VEB Deutsche Wertpapierdruckerei (DWD), Wasserzeichen Nr. 3 (DDR um Kreuzblume), Rastertiefdruck Porträt von Wilhelm Pieck                                                                            | 1 DM  | 1957                  | 31. März 1962     | unbekannt  | Kurt Eigler                  | 622     |